# Football Manager
Football Manager est une série de jeux vidéo de gestion footballistique, développée par Sports Interactive.
Le 8 novembre 2021 sort la 18e version de la série, Football Manager 2022. Chaque opus se vend aux alentours d'un million d'exemplaires, encore en 2022 (à cause du Covid, la version 2021 du jeu a rencontré un succès plus important, avec 2 millions de copies vendues).

## Historique
Football Manager apparaît en 2004, à la suite de la séparation du développeur et de l'éditeur du jeu Championship Manager. Tandis que l'éditeur Eidos conserve le titre Championship Manager sous lequel il développe un nouveau jeu, le développeur, Sports Interactive, fondé par les concepteurs originaux du jeu Paul et Oliver Collyer (en), s'accorde avec l'éditeur Sega pour lancer une nouvelle série. Sports Interactive conserve la plupart des éléments qui ont fait le succès de la série Championship Manager, à savoir la célèbre base de données et le code source de la dernière version du jeu (L'Entraîneur Saison 2003/2004), sur la base desquels est développé Football Manager.
Le premier opus de la série, Football Manager 2005, sort en novembre 2004. Depuis, il évolue chaque saison, en termes de fonctionnalités et d'enrichissement de la base de données.

## Principes du jeu

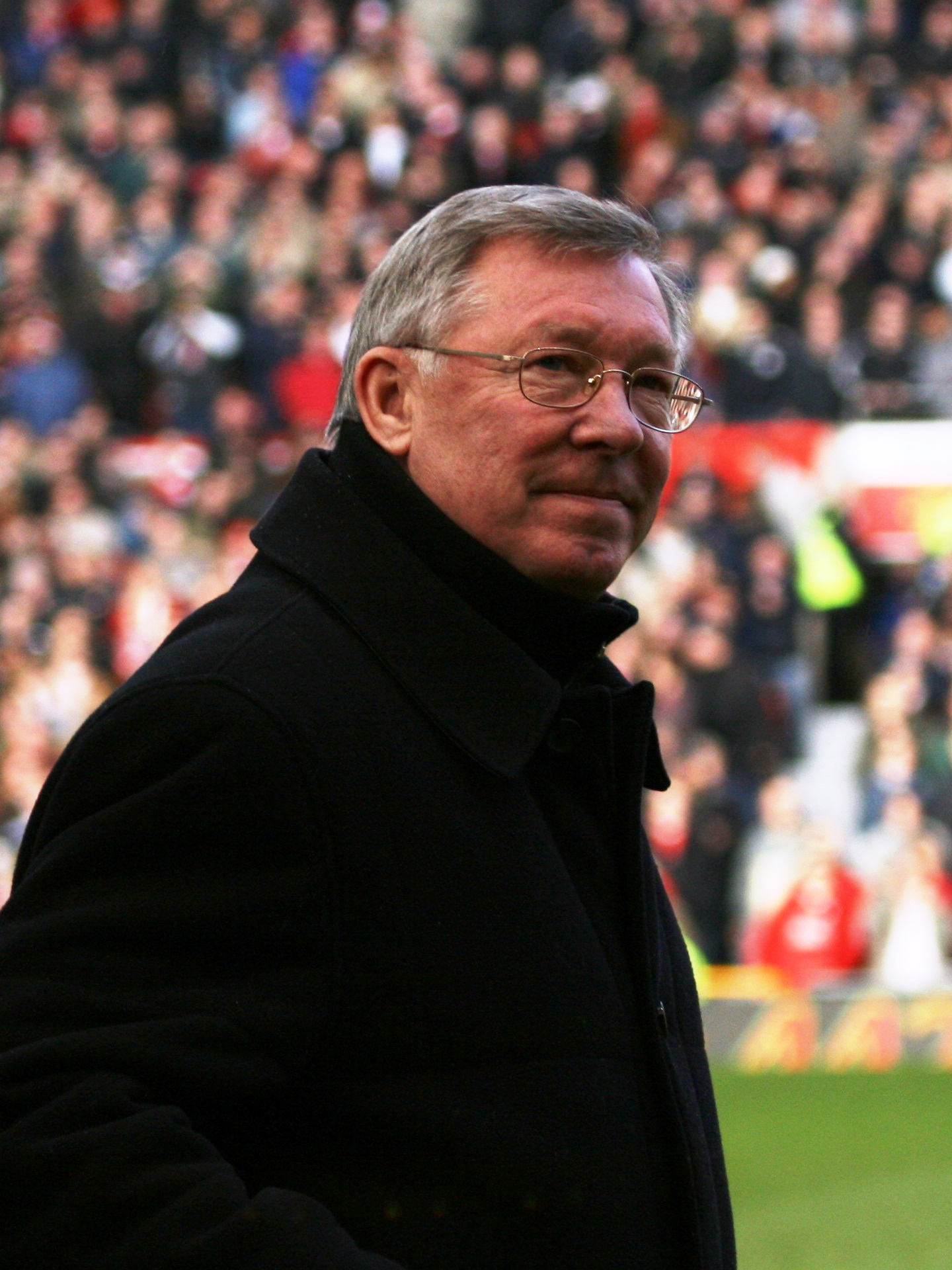
Alex Ferguson, emblématique manager de Manchester United de 1986 à 2013.

Le joueur se retrouve dans la peau de l'entraîneur d'un club de football. Il a à sa disposition un effectif de footballeurs comprenant des gardiens, des défenseurs, des milieux ainsi que des attaquants, correspondant le plus possible aux effectifs de début de saison. Il dispose aussi généralement d'une équipe réserve et d'une équipe de jeunes. Le joueur doit composer la tactique utilisée par l'équipe lors des matchs, organiser l'entrainement des joueurs de l'effectif pour améliorer leurs compétences, recruter de nouveaux joueurs et céder les siens, surveiller les finances du club, gérer les relations avec les dirigeants du club et les supporters.
Le joueur reçoit des messages quotidiennement, à propos de son équipe, des blessures de ses joueurs, des conférences de presse, du déroulement de la saison, des transferts, etc. Le joueur peut aussi partir en vacances et démissionner à tout moment, ou bien changer de club si l'occasion se présente. Il peut également être licencié si les résultats ne sont pas au rendez-vous.
Il est sous les ordres du président du club qui gère les finances (sponsoring, choix du prix des billets) et donne des objectifs (sportifs, financiers, de recrutement) au joueur ainsi que les moyens de le réaliser (avec un budget transfert et une masse salariale à respecter). Les supporters du club peuvent également donner leur avis sur la gestion du club.
La version Football Manager 2010 bénéficie d'une rénovation importante de son système tactique, visant à le rendre plus intuitif et réaliste. Les réglettes laissent place à des cases, avec lesquelles le joueur choisit le rôle que chaque joueur de son effectif va assurer sur le terrain, ainsi que l'approche tactique globale assignée à l'équipe.

## Influence
La profondeur et la richesse de la base de données du jeu, mise à jour chaque année par des bénévoles dans le monde entier, sont telles que certains clubs professionnels l'ont utilisé dans le cadre de leurs recrutements. En 2014, on estime que la base de données du jeu recense plus de 600 000 acteurs réels du football renseignés par plus de 1300 chercheurs bénévoles. Le club anglais d'Everton FC a par exemple signé en 2006 un accord avec Sega afin d'utiliser la base de données pour son recrutement de joueurs et de membres du staff,. En Ligue 1, l'OGC Nice fait partie des clubs utilisant Football Manager pour un premier ciblage de joueurs.
Un certain nombre de footballeurs devenus célèbres ont été identifiés dans le jeu bien avant que le public ne les découvre, à l'image de Samir Nasri, Zlatan Ibrahimović, Tim Howard ou plus récemment Marco Verratti ou Roberto Firmino. L'inverse est également vrai et de grandes stars dans le jeu n'ont jamais percé dans le monde professionnel. Pour l'édition 2021, les français Eduardo Camavinga, Rayan Cherki, Lisandru Tramoni ou Odsonne Édouard figurent parmi les espoirs les plus prometteurs.
En novembre 2012, un jeune de 21 ans, Vugar Huseynzade, est nommé directeur sportif du club azéri FK Bakou par Hafiz Mammadov avec, d'après certains médias, pour seul bagage sportif d'avoir joué dix ans, avec succès, à Football Manager. Il quitte le poste en janvier 2014.
En 2012, le jeu est cité comme étant une cause dans 35 cas de divorces au Royaume-Uni.
En 2018, une option du jeu prévoit que certains footballeurs fictifs générés automatiquement puissent faire leur coming out. Miles Jacobson (en), chef de projet sur le jeu, déclare que l'une des raisons de ce choix découle du constat que certains joueurs professionnels préfèrent taire leur orientation sexuelle alors que cela « n’est pas un problème et peut être quelque chose de positif ».

## Ventes
En septembre 2011, il est fait état de sept millions de ventes cumulées depuis le lancement de Football Manager 2005. Les versions 2013 à 2017 se sont toutes vendues à plus d'un million d'exemplaires. Un chiffre qui serait à « multiplier par dix » avec les copies piratées. La version 2021 du jeu s'écoule à un million de copies activées dès les premières semaines suivant sa sortie.
En 2020, Sports Interactive annonce que la version physique du jeu est vendue dans un étui en carton composé de fibres recyclables imprimées avec une encre végétale et à l'eau. Le manuel du jeu est quant à lui réalisé en papier recyclé. En se basant sur les projections annuelles de vente, Sports Interactive estime ainsi pouvoir éviter l'utilisation de 20 tonnes de plastique, matériau habituellement utilisé pour la fabrication des boîtes de jeu vidéo.

## Record de la partie la plus longue
Le premier record enregistré par le Guiness book des records est celui de  Darren Blend en 2016 avec 154 saisons de jeu.
En 2017, le Polonais Michał Leniec détient le reord de la plus longue partie avec 221 saisons entre novembre 2015 et novembre 2017.
En 2020, la plus longue partie enregistrée par le Livre Guinness des records a duré 333 saisons, record détenu par l'Allemand Sepp Hedel en jouant quasiment deux mille heures sur la version Football Manager 2017. 
En 2022, le Polonais Paweł Siciński totalise 416 ans sur Football Manager 2018. Il améliore son record en juillet 2023 avec 528 ans.

## Liste des jeux de la série Football Manager
- 2004 : Football Manager 2005 sur PC (Windows, Mac OS)
- 2005 : Football Manager 2006
- 2005 : Football Manager Handheld sur PSP
- 2006 : Football Manager 2007
- 2006 : Football Manager Handheld 2007
- 2007 : Football Manager 2008
- 2007 : Football Manager Portable 2008 sur PSP
- 2008 : Football Manager Live
- 2008 : Football Manager 2009
- 2008 : Football Manager Portable 2009 sur PSP
- 2009 : Football Manager 2010
- 2009 : Football Manager Portable 2010 sur PSP
- 2010 : Football Manager 2011
- 2011 : Football Manager 2012
- 2012 : Football Manager 2013
- 2013 : Football Manager 2014
- 2014 : Football Manager Classic 2014
- 2014 : Football Manager 2015 sur Windows, Mac et Linux
- 2015 : Football Manager Classic 2015
- 2015 : Football Manager 2016 sur Windows, Mac et Linux
- 2016 : Football Manager 2017 sur Windows, Mac, Linux, Android et IOS
- 2017 : Football Manager 2018 sur Windows, Mac, Linux, Android, iOS et Nintendo Switch.
- 2018 : Football Manager 2019 sur Windows, Mac, Android, iOS et Nintendo Switch.
- 2019 : Football Manager 2020 sur Windows, Mac, Android, iOS et Nintendo Switch.
- 2020 : Football Manager 2021 sur Xbox One, Xbox Series, Mac OS, Windows
- 2021 : Football Manager 2022
- 2022 : Football Manager 2023
- 2023 : Football Manager 2024

## Sources